# 拉法新站战斗
拉法新站战斗，或称“拉新战斗”，是1946年四平保卫战失败后，5月下旬至6月初东北民主联军弃守吉林、长春等70余城镇的形势下，东北民主联军反击疯狂追击的国军，稳住阵脚的关键性著名战斗。

## 背景
东北国军趁四平保卫战胜利后追击共军，夺取长春、吉林等70多座城镇背景下，1946年5月23日蒋介石偕宋美龄，在参谋总长白崇禧、東北行營经济委员会主任委员兼中国长春铁路理事长张嘉璈等陪同下飞抵沈阳视察。5月28日，杜聿明向蒋介石汇报战场态势进展，蒋介石见地图上的拉法为吉林以东铁路交叉点，战略位置重要，即面喻杜聿明：“拉法非常重要，必须派兵一个团固守。” 
东北民主联军直属第一师5月28日上午撤出吉林市退到永吉县江密峰时，师长梁兴初到江密峰以北一个小村庄里，向东北民主联军总司令林彪汇报部队情况，说相当大一部分人产生了悲观情绪，认为退却到什么地方才是个头？发生了逃亡现象；一部分老的战斗骨干有“左”的情绪，说我们在秀水河子、金山堡，成团成营地消灭敌人，现在让敌人疯狂，而我们自己一个劲儿地退却、退却，干脆“不走了，与敌人拼了！”林彪等东总首长指示：当前要狠抓部队的政治思想工作，稳定部队情绪，向大家讲清楚，我军作战不在于一城一地的得失，今天我们的走，正是为了明天的打。今天是敌强我弱，在不断消灭敌人有生力量之后，形势就会转变过来。要讲清保卫四平已消灭了敌人大量有生力量，对于保卫长春、哈尔滨以及后方发动群众、建立根据地都有重大意义。告诉大家：要树立信心，困难是暂时的，最后胜利一定属于我们。 第一师通过政治思想工作后，稳定了部队的思想，战斗士气高涨了，信心足了。6月2月，第一师按预定计划先后进至蛟河县奶子山一带，二师亦进至蛟河以南地区休整。
6月4日，新站机务段火车司机吴志学机组奉命配合东北民主联军将装有炸药的7节车厢运送到吉林至蛟河铁路的老爷岭隧道中，引爆后阻断了国军的挺进之路。
1946年6月5日，国民政府与中共达成东北临时停战15天的协议（“六月停战令”）。6月6日，国共分别下令，自6月7日中午12时起，东北停战15天。后又延长7天，至6月30日止。
6月5日晚，第一师向东总报告：“敌八十八师之二六三团和二六四团一个营于6月5日下午窜犯新站、拉法，正构筑防御工事中，该敌远离主力，窜至新站、拉法十分狐立，拟集中优势兵力歼灭该敌，当否请示。”拉法是拉滨铁路与长图铁路交汇站，控制了拉法就切断了北满哈尔滨与东满的蛟河、敦化、延边的铁路捷径线，隔断了两大战略区的便捷联系，具有战略意义。四平保卫战后转移到蛟河一代的东北民主联军第一师向总部请示，拟歼第263团，东总当即电令第1，第2师：坚决消灭拉法，新站之敌。参战部队指挥员梁兴初，梁必业，罗华生，刘兴元。

6月7日上午10时左右，一师领导开会研究，认为拉法是个一百八十户人家的小村，东边隔拉法河是小拉法砬子山，即574高地；西边是拉法火车站西山，即466.2高地；新站却是个九百户的小镇，比拉法大六倍。拉法东西两侧分别有574和446.2高地。决定首先在拉法歼灭国军第88师第264团1个营。师长梁兴初给距蛟河县城十多里路的二师驻地奶子山打电话给二师政委刘兴元，通告一师的作战部署。东北民主联军直属第一师（师长梁兴初、政委梁必业、副师长李梓斌、参谋长江拥辉、政治部副主任吴岱）、直属第二师（师长罗华生。政委刘兴元，副师长贺东生）共同推举梁兴初统一指挥。吉东警备第二旅（旅长邓克明）配合。计划是：一师一团、二团为第一梯队，一师三团、二师五团为预备队，二师四团沿长图铁路南侧西进至小姑家子、老爷岭以南地区，打击由吉林市老爷岭可能来援之敌。在制定出作战计划后，吉辽军区副司令员陈光从敦化乘火车到蛟河，同意该作战计划，并指示：为了保证战斗取得胜利，部队应作好打援准备，在战前进行深入地动员。

## 作战经过
6月7日下午16时各部队分别出发开赴作战地域：
- 一师一团由蛟河以东下洼子出发，沿铁路左侧经磊子、前阳、东安东直奔拉法；
- 一师二团由蛟河以东之中岗屯一线出发，沿铁路左侧向拉法前进。
- 二师四团向拉法开进，前出打援。
- 6月7日晚，敦化机务段蛟河驻在所火车司机张业发机组（成员包括杨俊生、王志明）冒着敌机追踪扫射轰炸的危险，把由敦化开来的40辆载有4000余名东北民主联军警二旅的军列，由蛟河运送到拉法站外。

入夜后，二团偷袭拉法西山——笔陡的446.2高地。四连担任尖刀连，从高地的西北沟爬上去一直摸入了高地上敌军一、二道堑壕。战斗打响后，敌军第三道堑壕附近帐篷宿营的兵力从前面的山顶上反扑，四连从刚占领的阵地猛烈回击，在山头上展开了20多分钟战斗即占领高地，全歼敌一个加强连，毙伤160余人，俘30余人，缴获迫击炮2门，轻重机枪5挺，其它枪支100多支。拉法村内的国军2个连在炮火掩护下向446.2高地增援，二团第五、六连用刚刚缴获的高地守军的三挺重机枪居高临下压制。经过四个多小时的激战，446.2高地被二团二营占领。与此同时，师政治部副主任吴岱和副师长李梓斌率领一团一小部分兵力消灭了据守在拉法河以东574高地的一个排守军。拉法村守军陷于东、南、西三面夹攻中，利用水沟、土墙、房屋顽抗。一团以三营从东北、二营从东南向拉法守敌猛攻。六连接近拉法时，天已发亮，在敌两侧火力的封锁下，该连不怕牺牲，勇猛冲入庄内发展进攻。一团主力随及攻入庄内与敌展开激战。二团打退敌人反扑后，同时向庄内进攻。一团、二团密切协同分割穿插，拉法守军顽强地利用土墙、房屋进行抵抗。战至拂晓，除少数拉法东山守军逃往新站外，大部被歼。
新站是第263团团部驻地，拥有三个加强营的兵力。在新站四周丈余高的土墙上构筑了工事，把街内的房屋打通，在交通要道筑起地堡，设上鹿砦和铁丝网。外围是一片较为开阔的丘陵、稻田、水沟地带。根据敌情和地形等情况，确定以一师一团、三团及二师五团为第一梯队，担任主攻。一师二团为预备队，二师四团仍担任打援任务。
一师三团和二师五团由蛟河开赴拉法。6月8日上午八点多钟，乘火车北上的三团二营在途中遭到五架敌机轮番轰炸扫射。新站守军也开炮轰击拉法铁路线。三团副团长黄才芳站在机车驾驶室门口，沉着指挥:“继续前进，不要惊慌，对空射击”！占领466.2高地的战士也用重机枪向低飞的敌机开火。三团和五团到达新站正南附近以后，就地隐蔽待命。各级干部观察地形，组织火力，选择进攻道路与攻击目标。6月8日黄昏，一团由拉法出发，沿铁路东侧向新站东南方向前进。
6月9日凌晨两点，第一、三、五团突然向新站发起攻击。在东南方向突击的一团二连和团警卫连，冲破敌人猛烈火力的拦阻，仅十五分钟就突破了敌阵前沿，占领了敌人的一部分阵地。敌人组织了十多次的疯狂反扑，但都遭到了二连长李景云、指导员曹纬（团组织干事）指挥抗击。警卫连指导员张纪杰和李景云带领部队与敌人展开激烈的白刃战，二人先后牺牲。曹纬把剩下的十多名战士重新组织起来，利用残壁秃墙坚守阵地。三团从西面攻击，五团从南面攻击，曾一度突入敌阵地，但因遭敌猛烈反扑而撤出。这时从吉林出援之敌一个营，在小姑家遭到了由二师副师长贺东生指挥的四团的阻击。 
新站守军凭借有利地形和优势装备顽抗，共军遭受较大伤亡。一师首长决定以二团接替五团阵地，五团进至新站西北截击可能突围之敌。陈光坚持既定决心，同两个师的领导研究，又调来一门三八式野炮，向新站守军轰击。两个师的联合指挥所设在离新站二里多地的一个老百姓家里。6月9日白天飞来了七架运输机，在新站空投物资。一团团长唐青山电话报告说：敌人空投的是山炮弹、八二迫击炮弹、六〇迫击炮弹和各种子弹，还有很多饼干罐头。
6月9日20时再次向新站敌人发起攻击。守军伤亡很大，外围的纷纷投降，龟缩在街内守军仍利用残壁负隅顽抗。一师部队突入镇内之后，即行分割包围，逐屋争夺，各个歼灭。警卫连首次参战，在激烈的巷战中，迅速占领南北大街，并连续打退敌人两次反冲击，巩固了既得阵地，消灭了碉堡里的敌人。263团团长韦耀东上校带了300多人向新站西北方向突围，刚逃到镇外，就被我三团的预备队反突击下缴枪投降。 
在新站、拉法战斗中，全歼团长韦耀东以下1800余人，缴获各种炮10余门，轻重机枪70余挺，各种枪支1200余支。 
拉新反击战中，蛟河民众共组织担架300余副，抢救伤员200余人。拉法、新站附近的村屯及街道广大群众，在县工委和县民主政府的组织下，筹集50万公斤粮食和物资。当地群众特别是妇女昼夜磨面为前方做干粮、摊煎饼、烧开水，同时兼顾照顾伤员。蛟河地区铁路工人及家属将房子腾出来，成立了临时野战医院。新站铁路工人还冒着生命危险，开动火车往返于战场和医院之间转运伤员。战斗结束后，新站区委书记渠刚生组织地方干部到群众家借棺木，安葬阵亡的烈士。 

## 结果与影响
“东总”于1946年6月11日，通电各部队并报中央，肯定了这次战斗集中优势兵力，歼灭装备精良的孤立分散之敌，证明了“敌愈分散，愈便为我歼灭，其进入山区尤便。我指战员决勿因敌占我一些城市而感觉恐慌。须知我军在现时的作战条件下，在不得已时放弃某些城市，以诱敌人分散，换取灭敌机会是有利的。我各部须准备在半月停战期满后，继续组织对分散之敌采取各个击破的战斗。目前应加紧此种作战的一切准备。在停战期，如敌不犯我，我亦不犯敌;如敌犯我时，我亦可犯敌。”6月11日，东总司令林彪在给吉辽军区、万毅第一纵队、一师、二师的电报中指出，“拉法、新站战斗是打得好的。”刘亚楼后来称赞：一师、二师打了一个没有命令的胜仗。这是东北民主联军处于全面劣势时的一次逆风仗，战略撤退中第一个胜仗。该战例经过充分宣传，坚定了东北民主联军赢得战争的信心。战斗结果使国军停滞在老爷岭以西、松花江以南地区。为东北民主联军赢得了时间整训扩军。迫使蒋介石、杜聿明放弃了直接突击哈尔滨的企图，在东北改为“先南后北”的作战方针。
拉法、新站战斗中得三天（6月8、9、10日）内军调部沈阳第27执行小组国方代表提出了4次备忘录，指责共方破坏停战命令。当蒋介石得知拉法的守军被共军全歼的消息，致电杜聿明：“这是共军破坏停战、破坏和平”，令杜聿明向三人小组交涉。6月12日杜聿明飞抵长春，召开中外记者招待会，限共军于12日中午12时退出拉法，否则将破约采取行动。6月13日，东北民主联军总司令林彪发表声明，指出：东北停战命令下达后，蒋军继续向蛟河进攻，我军是被迫反击。共方认为，拉法、新站是在东北临时停战协定生效后被国军攻占的；东北民主联军反击全歼进占拉法、新站之国军符合停战协定。6月底组建了军调部驻拉法的第33执行小组：
- 美方代表先后是德莱克、皮里克、约翰逊、威尔逊。
- 国方首席代表蔡文猷上校，翻译李墨翰少校
- 共方首席代表王振乾上校（东北民主联军万毅七纵队政治部主任）、副代表孔石泉中校（吉辽军区政治部）、翻译何锡麟(永吉地委宣传部部长、第33执行小组支部书记)。负责保卫的是严佑民副官(吉林市委社会部部长)、负责联络的是吴侬副官、徐英才副官。二师政委刘兴元、一师政委梁必业为共方驻军代表参与谈判，并以梁兴初为蛟河地区警备司令、刘兴元为司令部上校秘书长、梁必业(化名梁凯)为少校秘书、凌少农（第一师作战科长）化名王重熙副官，出席军调小组。刘兴元担任主要发言人[6]

军调谈判场所原为吉敦铁路新站职工宿舍“青山寮”，后改为“新站铁路医院”，再后为新站铁路职工招待所，现今为吉林市文物保护单位“新站谈判旧址”。谈判中，召开群众会由蛟河民主县长周化南向军调执行小组控诉蒋军进犯蛟河的罪行，展示6月7日下午蒋军继续向蛟河进犯时打的炮弹的碎片。美方代表伯克等架起电台天线同长春军调分部联系时，正巧这时有两架美制国军飞机来蛟河上空扫射，伯克等迅速钻到桌子底下躲起来。共方坚决执行毛泽东主席“在战场上得到的，决不能在谈判桌上丢掉”的指示，不同意让出拉法、新站，坚守拉法、新站，保障北满东满的铁路交通联系。1946年11月，新站谈判毫无结果，东北已经战局重开全面大打情况下，谈判无疾而终。
新站、拉法战斗后，刘兴元率领第二师第六团留在蛟河地区担任警戒，并参加剿匪、建立政权工作。经过两个多月的军事进剿和政治攻势，剿灭大股土匪。同时，二师政治部组成工作团，经短期政策学习后，下乡发动群众，反奸细清算斗争，建立人民政权，巩固了蛟河根据地。第二师补入农民积极分子3000余人，并改善了装备。 
1946年8月，为纪念在拉新反击战中牺牲的英烈，蛟河县工委、县政府决定在蛟河东山修建烈士陵园和纪念碑。1981年6月在拉法山上建有“拉法战斗烈士纪念碑”。